# کفی خودروبر

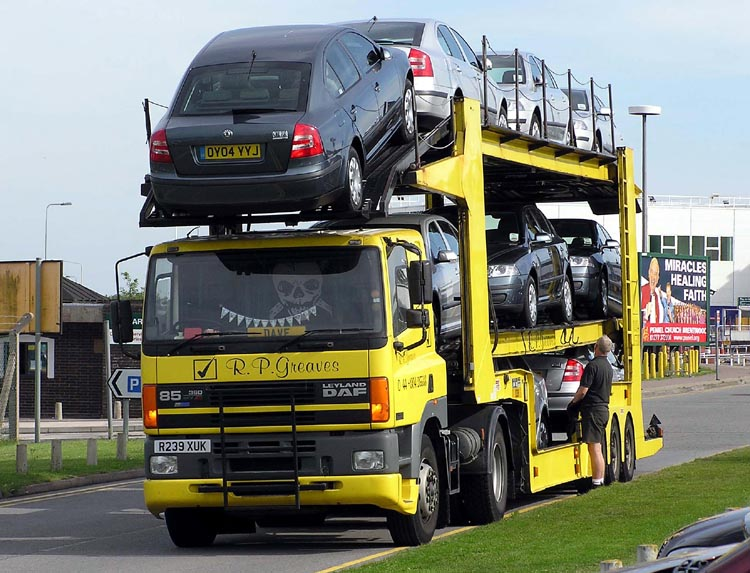
یک کامیون با یک کفی خودروبر.

کفیِ خودروبَر یا تریلر حمل خودرو (به انگلیسی: car carrier trailer)، نوعی کفی یا نیمه‌کفی است که برای حمل موثر خودروهای مسافربری با کامیون طراحی شده است.
کفی های خودروبر امروزی یا باز هستند یا بسته. اکثر کفی های تجاری دارای شیب تعبیه شده برای بارگیری خودرو و همچنین هیدرولیک برقی برای بالا بردن و پایین آوردن شیب برای دسترسی مستقل هستند.

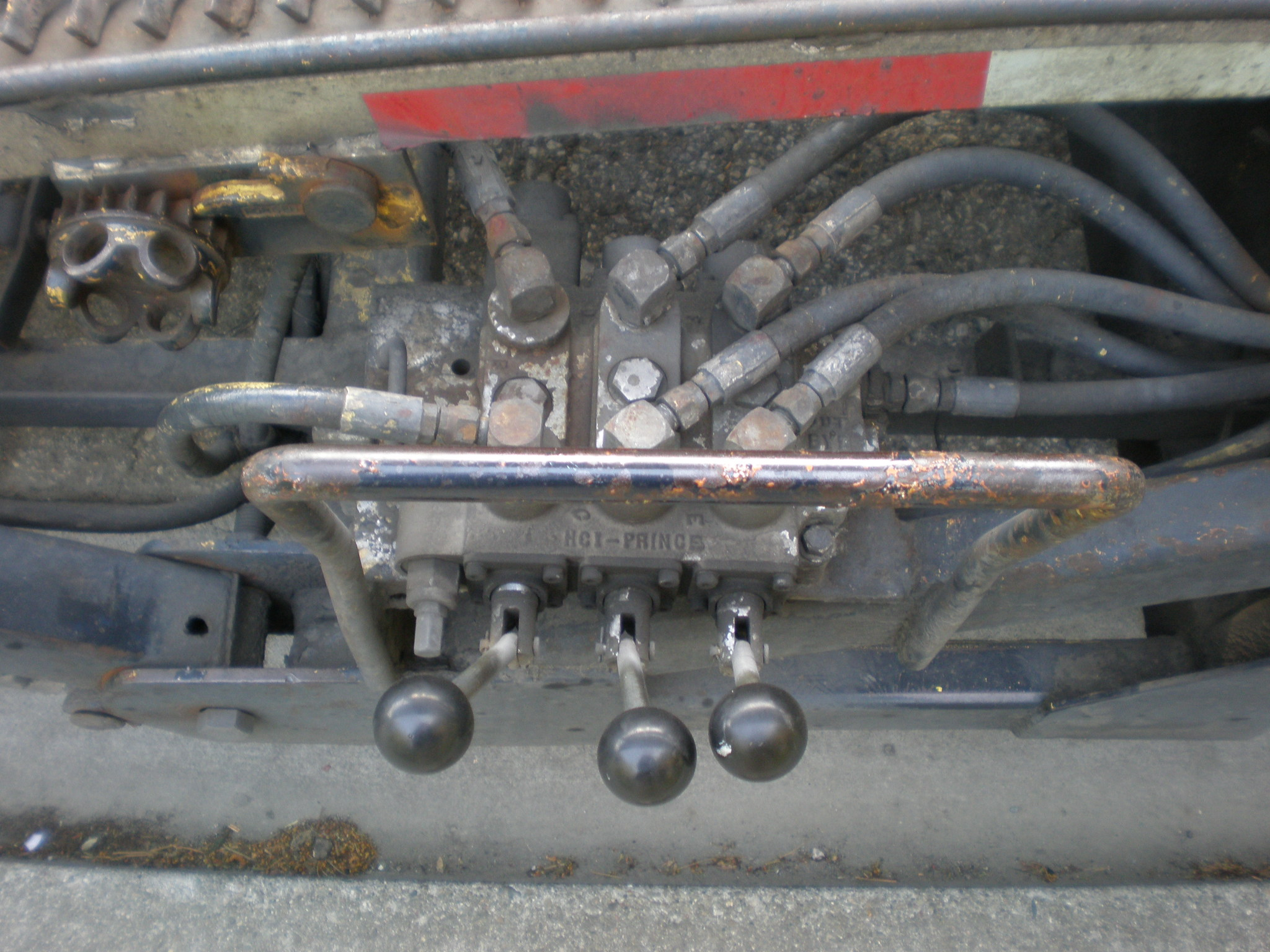
برخی از فرمانهای شیب هیدرولیکی در یک کفی خودروبر.

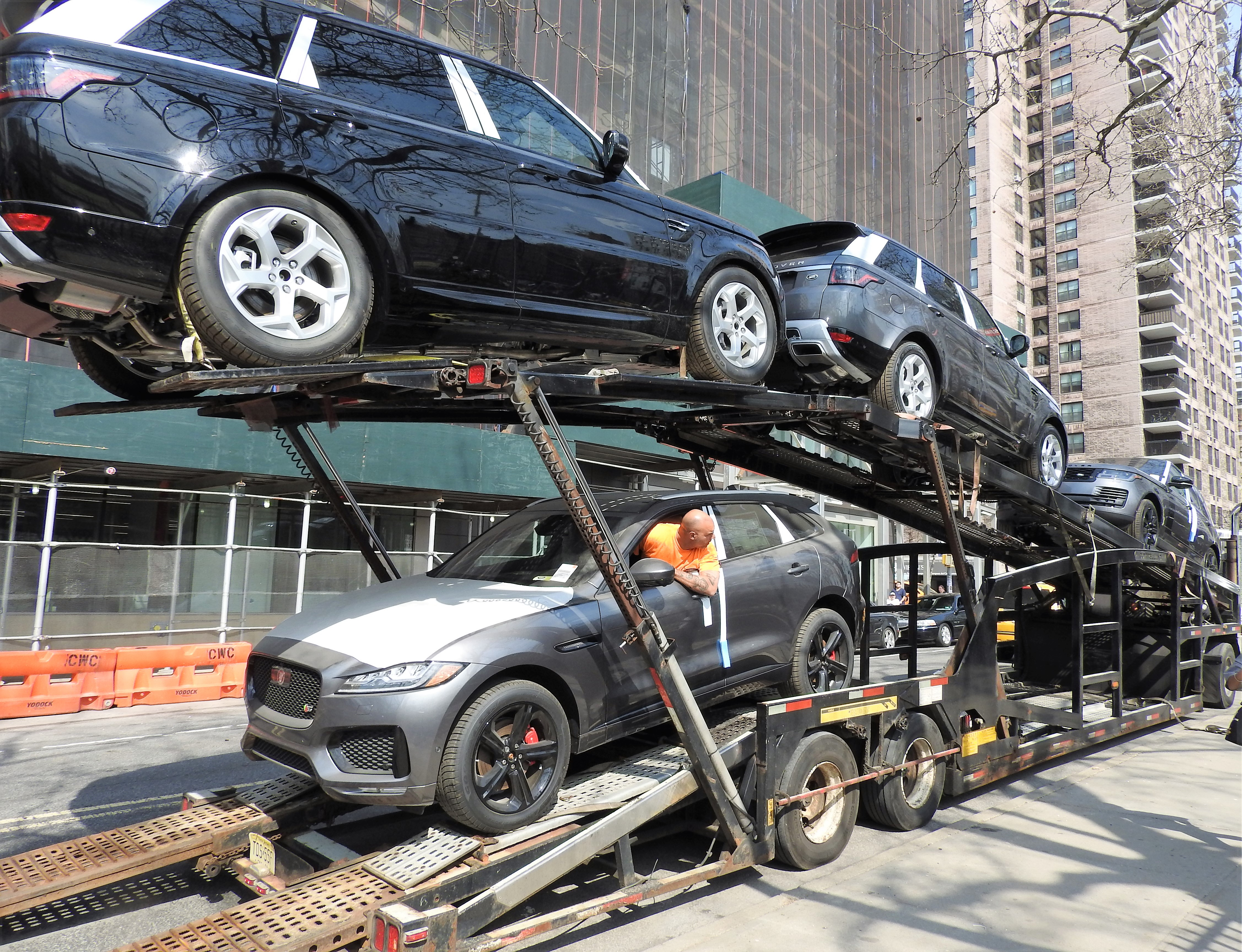
بارگیری یک کفی

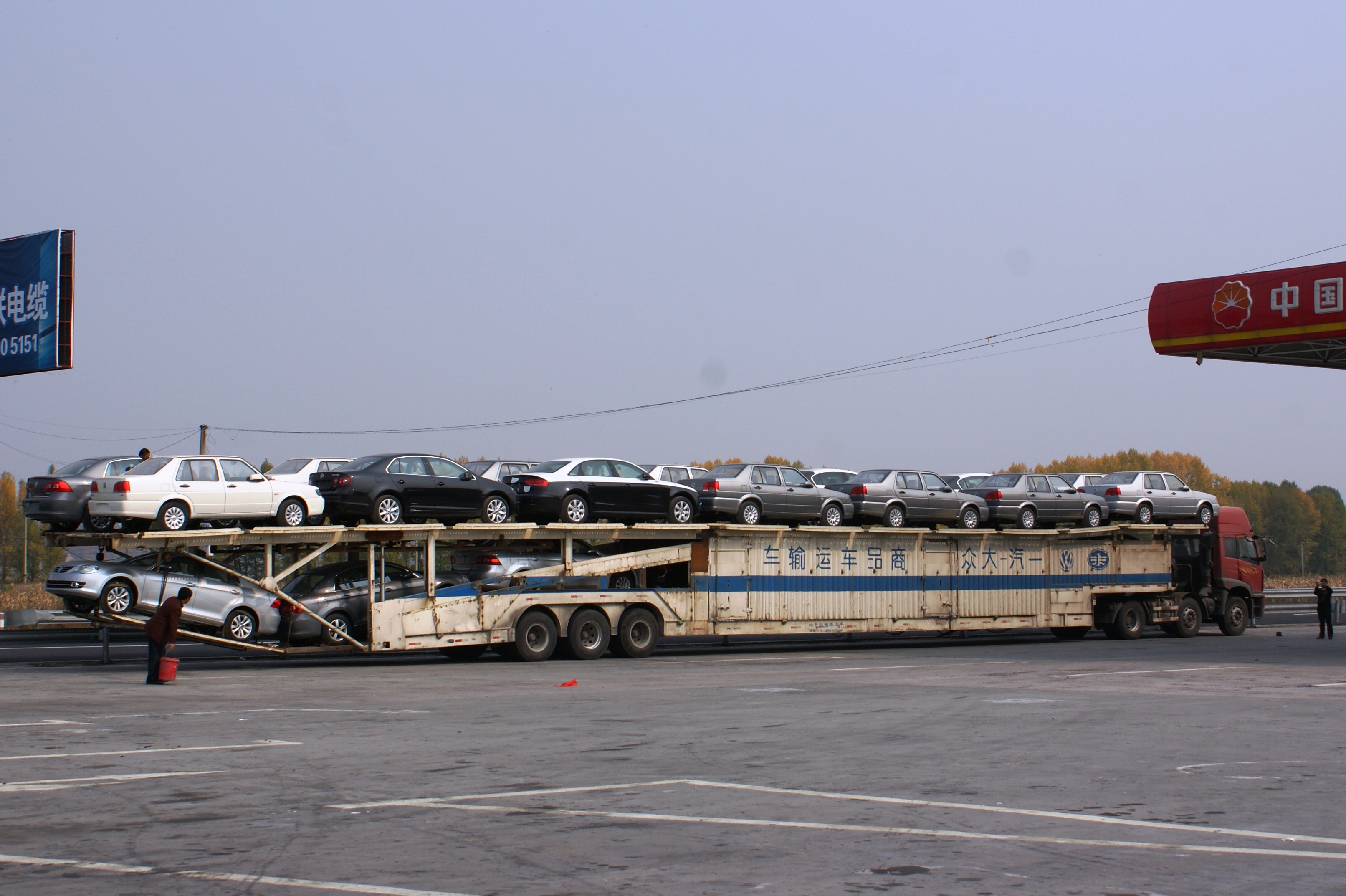
کفی خودروبر چینی. به طول زیاد و دو ردیف خودروی پارک شده در طبقه بالا توجه کنید.